# Meiya Tirera
Meiya Tirera (15 de abril de 1986) é uma basquetebolista malinesa.

## Carreira
Meiya Tirera integrou a Seleção Malinesa de Basquetebol Feminino em Pequim 2008, terminando na décima-segunda posição.